# SAY YES 〜102回目のプロポーズ〜
『SAY YES 〜102回目のプロポーズ〜』（セイ・イエス ひゃくにかいめのプロポーズ）は、mihimaru GTのデジタル・ダウンロードシングル。2012年4月25日にユニバーサルミュージックJからデジタル・ダウンロード規格でのみ発売された。

## 解説
- mihimaru GT初の配信限定シングルであり、CHAGE and ASKAの「SAY YES」をマッシュアップでカバーした楽曲になっている。
- 2012年5月30日に発売する『THE BEST of mihimaru GT 2』の先行シングルで、PVも制作された。
- 配信限定シングルと銘打ってはあるが、ジャケット写真は27枚目のシングル『One Time』の時のアーティスト写真を使用しており、新たに作られなかった。

## 収録曲
1. SAY YES 〜102回目のプロポーズ〜
  - 作詞：ASKA、hiroko、mitsuyuki miyake / 作曲:ASKA、mitsuyuki miyake / 編曲：TAKAROT、SOUND PRO PORTERS

PVにはロッチの中岡創一と女優の森下悠里が出演している。オフィシャルサイトなどでショートバージョンが先行で視聴できた。
hirokoがPVでウェディングドレスで歌っていることから、「hiroko結婚」の見出しでスポーツ新聞やインターネットのニュースなどで流れた。
「SAY YES」のカバー許諾申請をする際、この楽曲は何度もカバー申請を断っていたのだが、スタッフによる交渉により、許諾がおりたのだという。

## 楽曲の収録アルバム
- THE BEST of mihimaru GT 2
- 10th Anniversary BEST 2003-2013